# Tai Mo Shan
Der Tai Mo Shan (chinesisch 大帽山, Pinyin Dàmào Shān, Jyutping Daai6mou6 Saan1 – „Großer Hut-Berg“) ist mit 957 m die höchste Erhebung in Hongkong. Aufgrund der homophonen Aussprache im Kantonesischen wird der höchste Berg der Sonderverwaltungszone von den einheimischen Bürger Hongkongs umgangssprachlich  gern als “Großer Nebelberg” (大霧山 / 大雾山,  Dàwù Shān, Jyutping Daai6mou6 Saan1 – „Großer Nebelberg“) bezeichnet.
Er befindet sich im 1.440 Hektar (14,40 km²) großen Tai Mo Shan Country Park (大帽山郊野公園), einer der 24 Landschaftsschutzparks (郊野公園, englisch country park) im gesamten Gebiet von Hongkong. Der Tai Mo Shan liegt an der Grenze zwischen den Distrikten Tsuen Wan und Yuen Long, teilweise auch im Distrikt Tai Po, ziemlich zentral in den New Territories und somit recht weit vom Stadtzentrum auf Hong Kong Island entfernt. Der Berg ist ein beliebtes Wanderziel und der einzige Ort in Hongkong, an dem die Lufttemperatur unter den Gefrierpunkt fallen kann. Hier befindet sich der Kadoorie Farm and Botanic Garden. Auf dem Gipfel befindet sich eine Sendeanlage bzw. meteorologische Station des Hong Kong Observatorys.

## Bilder

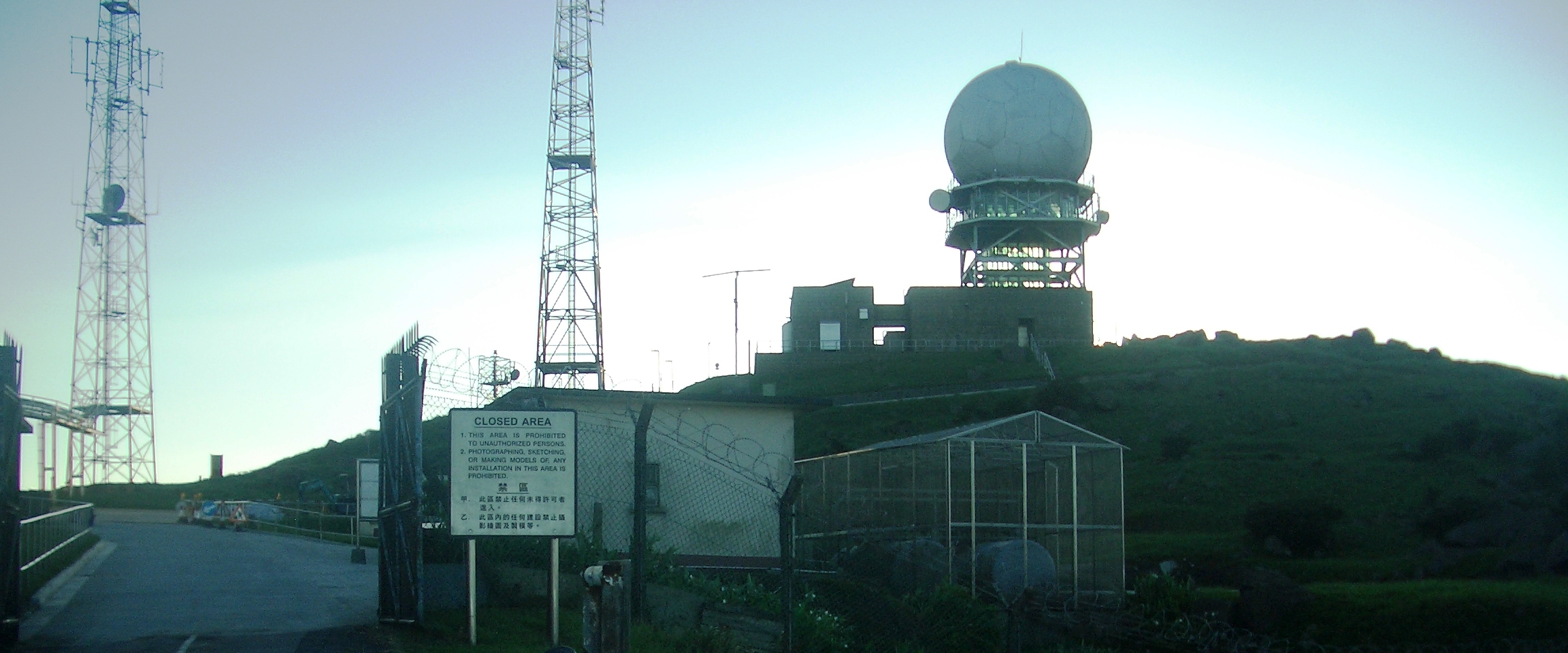
Wetterstation des Hong Kong Observatory
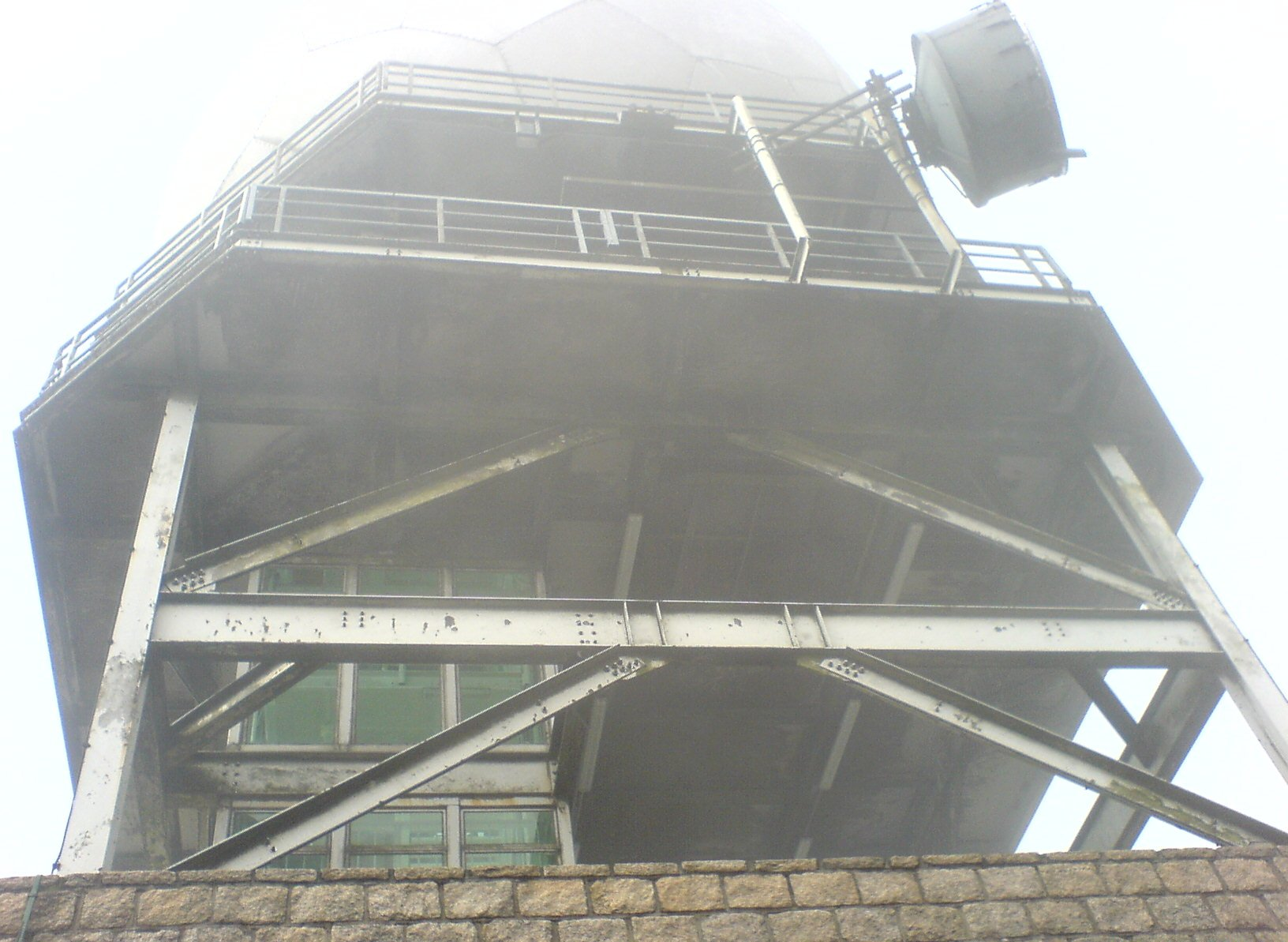
Wetterradar des Hong Kong Observatory
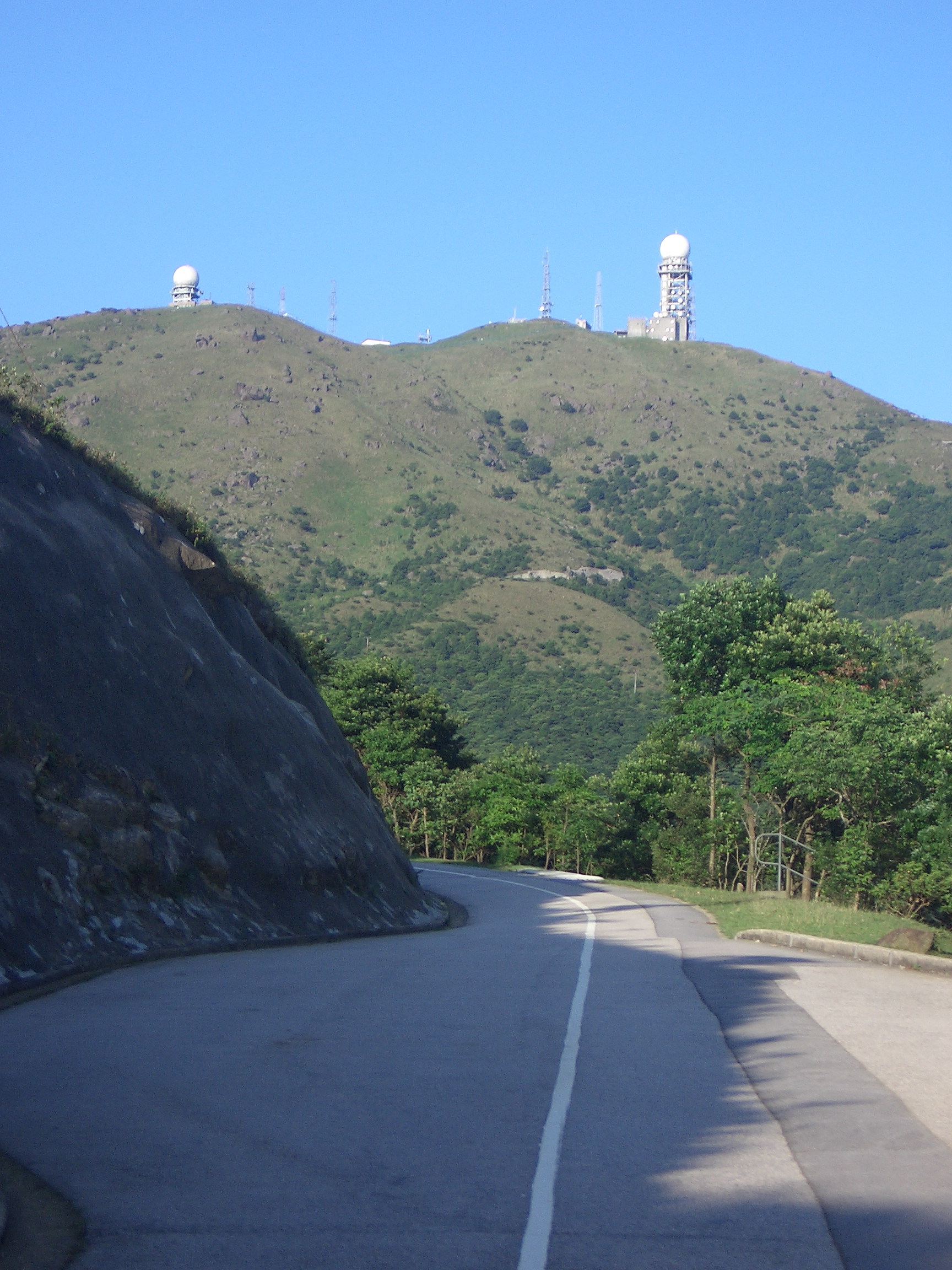
Sendeanlagen auf dem Tai Mo Shan
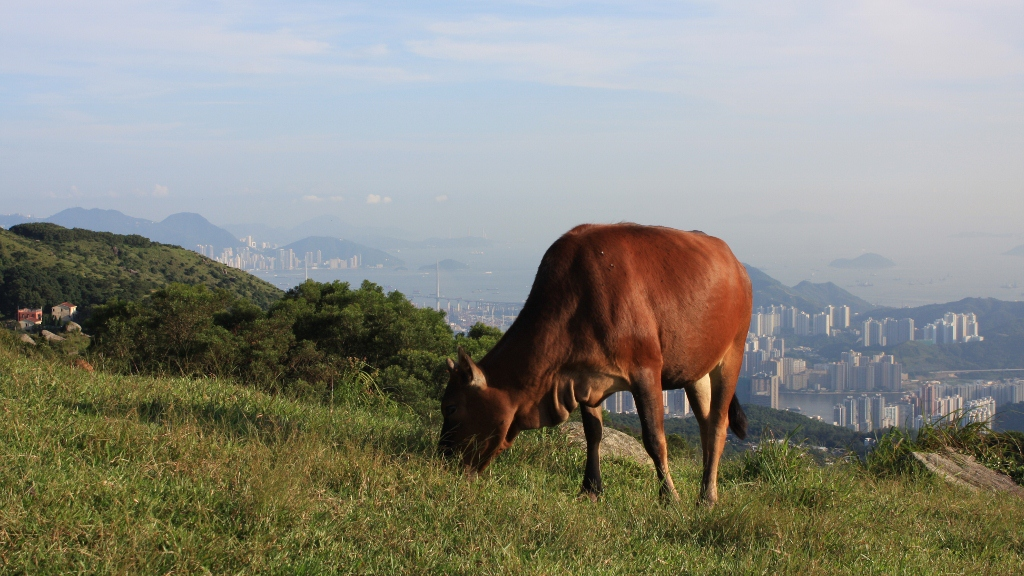
Hausrind[Anm. 3] auf dem Tai Mo Shan
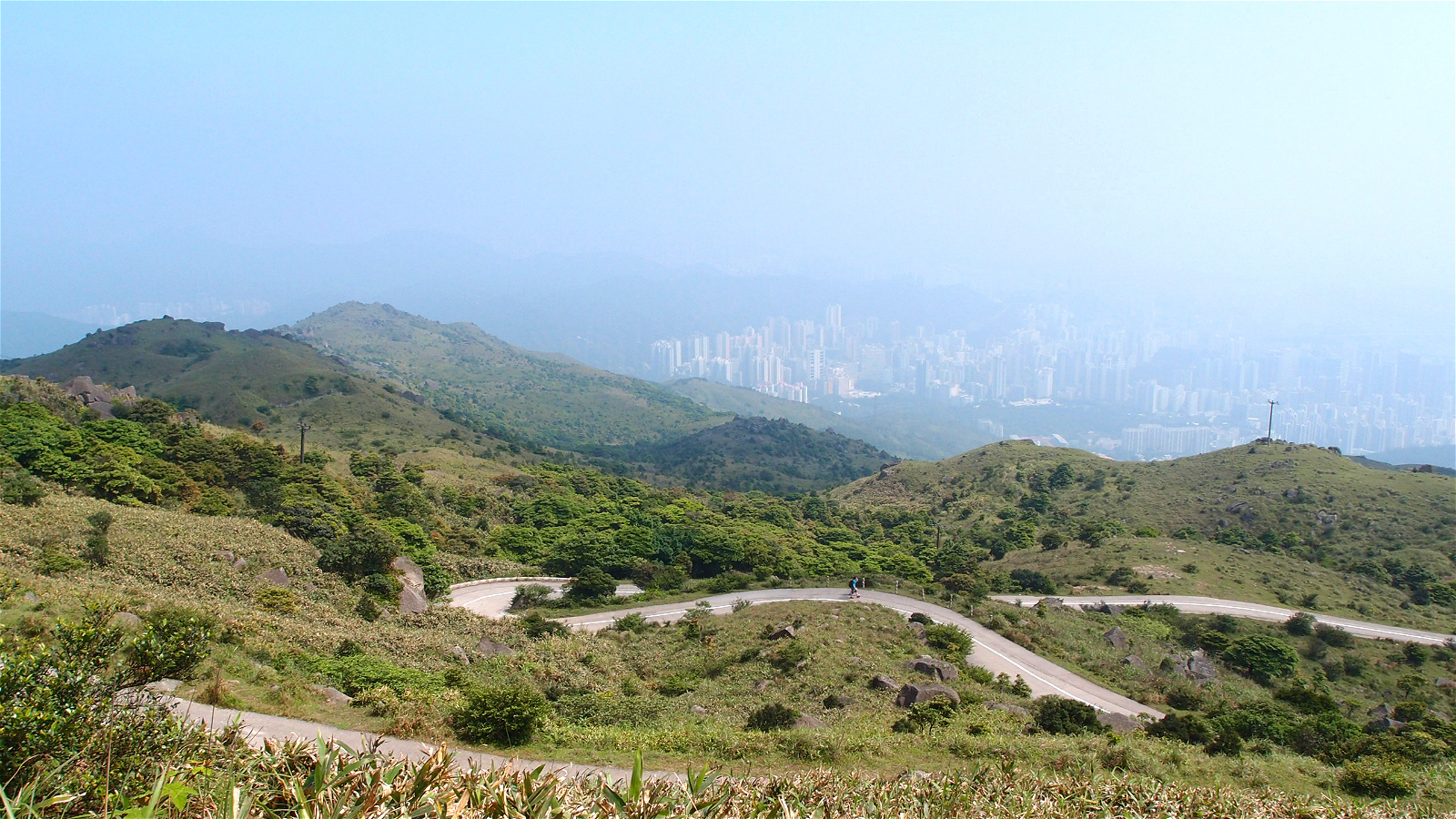
Serpentinen zum Tai Mo Shan